# Popowo (powiat wałecki)
Popowo – osada w Polsce położona w województwie zachodniopomorskim, w powiecie wałeckim, w gminie Wałcz.
W 2015 roku utworzono Sołectwo Popowo.
Znajduje się tu dworek wraz z parkiem z dziewiętnastego wieku.
W latach 1975–1998 miejscowość administracyjnie należała do województwa pilskiego.